# Wang Jianan
Wang Jianan, född 27 augusti 1996, är en kinesisk friidrottare som tävlar i längdhopp.

## Karriär
Vid världsmästerskapen i friidrott 2015 tog han brons i längdhopp. Vid världsmästerskapen i friidrott 2022 tog han guld i längdhopp.